# Mountainbike-Weltmeisterschaften 2012
Die 25. Mountainbike-Weltmeisterschaften fanden vom 29. August bis zum 9. September 2012 in Leogang und Saalfelden am Steinernen Meer in Österreich statt. Österreich war nach den Titelkämpfen 2002 in Kaprun und Zell am See zum zweiten Mal Gastgeber der Mountainbike-Weltmeisterschaften. Es standen Entscheidungen in den Disziplinen Cross-Country (olympisch, Staffelrennen, Eliminator), Downhill, Four Cross und Trial auf dem Programm. Im Vergleich zu den letzten Weltmeisterschaften 2011 wurden mit den Wettbewerben im Cross Country Eliminator für Männer und Frauen und dem Trials-Mixed-Team-Wettbewerb drei Titel mehr vergeben. Aus diesem Grund und wegen der Aufteilung auf zwei Austragungsorte, wurde das WM-Programm erstmals auf zwölf Tage ausgedehnt.
Insgesamt nahmen über 750 Fahrer aus 47 Nationen an den Weltmeisterschaften teil. Im Vorfeld der WM hatten die Organisatoren mit etwa 30.000 Zuschauern gerechnet, am Ende kamen über 43.500 zu den Wettkämpfen. Etwa 600 freiwillige Helfer waren bei der Veranstaltung im Einsatz. Dafür stand den Organisatoren ein Budget von 1,4 Millionen Euro zur Verfügung.
Am 29. August 2012 gegen 19:00 Uhr wurden die Mountainbike-Weltmeisterschaften auf dem Rathausplatz in Saalfelden feierlich eröffnet. Nach einigen einleitenden Worten durch den 2. Landeshauptmann-Stellvertreter David Brenner, den Bürgermeistern von Saalfelden (Günter Schied) und Leogang (Helga Hammerschmied-Rathgeb), sowie einem offiziellen Repräsentanten der UCI, marschierten alle Nationen mit ihren WM-Teilnehmern auf dem Rathausplatz ein. Der erste Teil der Wettkämpfe fand dann vom 31. August bis zum 2. September in Leogang statt, wo die Wettbewerbe im Four Cross und Downhill entschieden wurden. Nach einem Ruhetag ging es ab dem 4. September mit den Trials-Wettbewerben im Saalfeldener Stadtzentrum weiter. Ab dem 6. September fielen in Saalfelden dann auch die ersten Entscheidungen im Cross Country. Beendet wurden die Titelkämpfe schließlich am 9. September mit der neuen WM-Disziplin Cross Country Eliminator.
Die Schweiz war mit sechs Titeln erfolgreichste Nation der Titelkämpfe, gefolgt von Frankreich und Spanien mit vier bzw. drei Goldmedaillen. Deutschland belegte mit einer Gold- und insgesamt sechs Medaillen Platz vier im Medaillenspiegel; der Gastgeber Österreich gewann durch Daniel Federspiel nur eine Bronzemedaille.

## Cross Country

### Männer
| Platz | Land | Sportler              | Zeit       |
| ----- | ---- | --------------------- | ---------- |
| 1     | SUI  | Nino Schurter         | 1:40:55 h  |
| 2     | SUI  | Lukas Flückiger       | + 0:29 min |
| 3     | SUI  | Mathias Flückiger     | + 0:51 min |
| 4     | FRA  | Julien Absalon        | + 1:04 min |
| 5     | SUI  | Fabian Giger          | + 1:16 min |
| 6     | ITA  | Marco Aurelio Fontana | + 1:45 min |
| 7     | GER  | Manuel Fumic          | + 1:58 min |
| 8     | RSA  | Burry Stander         | + 2:01 min |
| 9     | FRA  | Stéphane Tempier      | + 2:06 min |
| 10    | ESP  | Sergio Mantecón       | + 2:53 min |

Datum: 8. September 2012, 14:00 Uhr

Länge: 38,3 km

Von 99 gemeldeten Fahrern kamen 86 in die Wertung, zwölf gaben vorzeitig auf und einer trat nicht an.

### Frauen
| Platz | Land | Sportlerin             | Zeit       |
| ----- | ---- | ---------------------- | ---------- |
| 1     | FRA  | Julie Bresset          | 1:32:25 h  |
| 2     | NOR  | Gunn-Rita Dahle Flesjå | + 1:47 min |
| 3     | USA  | Georgia Gould          | + 3:12 min |
| 4     | SUI  | Esther Süss            | + 3:22 min |
| 5     | RUS  | Irina Kalentieva       | + 3:23 min |
| 6     | GER  | Sabine Spitz           | + 3:45 min |
| 7     | CZE  | Tereza Huříková        | + 3:50 min |
| 8     | USA  | Lea Davison            | + 3:50 min |
| 9     | POL  | Aleksandra Dawidowicz  | + 4:03 min |
| 10    | SLO  | Blaža Klemenčič        | + 4:05 min |

Datum: 8. September 2012, 11:00 Uhr

Länge: 29,3 km

Die Deutsche Sabine Spitz stürzte nach halber Renndistanz auf Rang zwei liegend, nach einer Kollision mit Gunn-Rita Dahle Flesjå (NOR), so schwer, dass ihr Laufrad völlig zerstört wurde und sie ihr Rad gut 500 Meter bis zur nächsten Technischen Zone tragen musste. Dadurch büßte sie ihren Vorsprung von mehr als einer Minute auf die bis dahin Viertplatzierte Georgia Gould (USA) ein und fiel bis auf Rang elf zurück. In den verbliebenen drei Runden gelang es ihr zwar noch fünf Plätze gut zu machen, aber auf die Medaillenränge fehlten ihr am Ende eine halbe Minute. Insgesamt nahmen 58 Fahrerinnen an dem Rennen teil, von denen fünf vorzeitig aufgaben.

### Männer U23
| Platz | Land | Sportler                | Zeit       |
| ----- | ---- | ----------------------- | ---------- |
| 1     | CZE  | Ondřej Cink             | 1:19:40 h  |
| 2     | NED  | Michiel van der Heijden | + 0:14 min |
| 3     | ITA  | Daniele Braidot         | + 0:48 min |
| 4     | AUT  | Alexander Gehbauer      | + 1:34 min |
| 5     | ITA  | Luca Braidot            | + 2:12 min |
| 6     | BEL  | Jens Schuermans         | + 2:39 min |
| 7     | ITA  | Gerhard Kerschbaumer    | + 2:45 min |
| 8     | GER  | Markus Schulte-Lünzum   | + 2:57 min |
| 9     | GER  | Julian Schelb           | + 3:02 min |
| 10    | ITA  | Nicholas Pettina        | + 3:11 min |

Datum: 7. September 2012, 14:00 Uhr

Länge: 29,3 km

Insgesamt nahmen 102 Fahrer an dem Rennen teil, von denen 13 vorzeitig aufgaben.

### Frauen U23
| Platz | Land | Sportlerin           | Zeit       |
| ----- | ---- | -------------------- | ---------- |
| 1     | SUI  | Jolanda Neff         | 1:23:57 h  |
| 2     | UKR  | Jana Belomoina       | + 0:18 min |
| 3     | POL  | Paula Gorycka        | + 0:27 min |
| 4     | GBR  | Annie Last           | + 0:47 min |
| 5     | POL  | Monika Zur           | + 1:54 min |
| 6     | GER  | Helen Grobert        | + 3:10 min |
| 7     | NED  | Anne Terpstra        | + 3:58 min |
| 8     | RUS  | Jekaterina Anoschina | + 4:32 min |
| 9     | ITA  | Serena Calvetti      | + 4:40 min |
| 10    | SUI  | Michelle Hediger     | + 4:54 min |

Datum: 7. September 2012, 11:00 Uhr

Länge: 24,8 km

Insgesamt nahmen 42 Fahrerinnen an dem Rennen teil, die alle in die Wertung kamen.

### Junioren
| Platz | Land | Sportler          | Zeit       |
| ----- | ---- | ----------------- | ---------- |
| 1     | NZL  | Anton Cooper      | 1:06:53 h  |
| 2     | FRA  | Victor Koretzky   | + 2:17 min |
| 3     | FRA  | Titouan Carod     | + 2:34 min |
| 4     | FRA  | Romain Seigle     | + 4:06 min |
| 5     | USA  | Keegan Swenson    | + 4:35 min |
| 6     | FRA  | Antoine Bouqueret | + 4:54 min |
| 7     | SUI  | Enea Vetsch       | + 4:57 min |
| 8     | BEL  | Kevin Panhuyzen   | + 5:06 min |
| 9     | ITA  | Beltain Schmid    | + 5:06 min |
| 10    | SUI  | Manuel Fasnacht   | + 5:07 min |

Datum: 8. September 2012, 9:00 Uhr

Länge: 24,8 km

Von 104 gemeldeten Fahrern kamen 99 in die Wertung, drei gaben vorzeitig auf und zwei traten nicht an.

### Juniorinnen
| Platz | Land | Sportlerin           | Zeit       |
| ----- | ---- | -------------------- | ---------- |
| 1     | SUI  | Andrea Waldis        | 1:07:29 h  |
| 2     | GER  | Sofia Wiedenroth     | + 0:30 min |
| 3     | GER  | Lena Putz            | + 1:19 min |
| 4     | FRA  | Perrine Clauzel      | + 3:25 min |
| 5     | GBR  | Bethany Crumpton     | + 3:51 min |
| 6     | POL  | Aleksandra Podgorska | + 4:51 min |
| 7     | RUS  | Guzel Akhmadullina   | + 5:07 min |
| 8     | RUS  | Nadezhda Antonova    | + 5:36 min |
| 9     | FRA  | Margot Moschetti     | + 5:54 min |
| 10    | CAN  | Frederique Trudel    | + 6:51 min |

Datum: 7. September 2012, 17:00 Uhr

Länge: 20,3 km

Insgesamt nahmen 48 Fahrerinnen an dem Rennen teil, von denen sechs vorzeitig aufgaben.

### Staffel
| Platz | Land | Sportler                                                          | Zeit       |
| ----- | ---- | ----------------------------------------------------------------- | ---------- |
| 1     | ITA  | Marco Aurelio Fontana Beltain Schmid Eva Lechner Luca Braidot     | 51:54 min  |
| 2     | FRA  | Jordan Sarrou Victor Koretzky Julie Bresset Maxime Marotte        | + 0:01 min |
| 3     | GER  | Markus Schulte-Lünzum Martin Frey Sabine Spitz Manuel Fumic       | + 1:23 min |
| 4     | SUI  | Reto Indergand Dominic Zumstein Katrin Leumann Ralph Näf          | + 1:59 min |
| 5     | CAN  | Geoff Kabush Mitchell Bailey Catharine Pendrel Marc-Antoine Nadon | + 2:03 min |
| 6     | SWE  | Olof Jonsson Emil Linde Alexandra Engen Emil Lindgren             | + 2:47 min |
| 7     | USA  | Russell Finsterwald Keegan Swenson Lea Davison Todd Wells         | + 3:32 min |
| 8     | UKR  | Serhij Rysenko Jana Belomoina Artem Shevtsov Mykhaylo Batsutsa    | + 3:35 min |
| 9     | NED  | Michiel van der Heijden Jesper Slik Anne Terpstra Rudi van Houts  | + 3:43 min |
| 10    | AUT  | Karl Markt Michael Mayer Elisabeth Osl Gregor Raggl               | + 4:11 min |

Datum: 6. September 2012, 17:00 Uhr

Länge: 18,4 km

Von 21 gemeldeten Staffeln erreichten 18 das Ziel, Tschechien und Spanien wurden disqualifiziert und das Vereinigte Königreich trat nicht an.

## Cross Country Eliminator

### Männer
| Platz | Land | Sportler           |
| ----- | ---- | ------------------ |
| 1     | SUI  | Ralph Näf          |
| 2     | SLO  | Miha Halzer        |
| 3     | AUT  | Daniel Federspiel  |
| 4     | GER  | Christian Pfäffle  |
| 5     | GER  | Manuel Fumic       |
| 6     | BEL  | Fabrice Mels       |
| 7     | GER  | Simon Gegenheimer  |
| 8     | AUS  | Paul van der Ploeg |

Datum: 9. September 2012, 13:30 Uhr

In der Qualifikation musste zunächst jeder Fahrer die 560 Meter lange Sprintstrecke im Stadtzentrum von Saalfelden alleine gegen die Uhr bewältigen. Die ersten 32 Mountainbiker erreichten die Achtelfinals, bei denen jeweils vier Fahrer gegeneinander antraten und sich die ersten beiden für die nächste Runde qualifizierten. So ging es bis in die Halbfinals weiter, wo sich die ersten beiden Fahrer für das A-Finale und der Dritt- und Viertplatzierte für das B-Finale qualifizierten. Von 145 gemeldeten Fahrern erreichten im Qualifikationsrennen 129 das Ziel, drei gaben das Rennen vorzeitig auf, einer wurde disqualifiziert und zwölf traten nicht an. Der Qualifikationsschnellste Miha Halzer aus Slowenien gewann bis zum Finale jeden seiner Läufe und lag auch dort in lange in Führung, wurde im Zielsprint aber noch vom Schweizer Ralph Näf abgefangen, der in der Qualifikation nur den 28. Platz belegt hatte. Von den ersten Acht der Qualifikation standen am Ende sechs Fahrer im A- und B-Finale.

### Frauen
| Platz | Land | Sportlerin            |
| ----- | ---- | --------------------- |
| 1     | SWE  | Alexandra Engen       |
| 2     | SUI  | Jolanda Neff          |
| 3     | POL  | Aleksandra Dawidowicz |
| 4     | SUI  | Ramona Forchini       |
| 5     | SUI  | Kathrin Stirnemann    |
| 6     | ITA  | Eva Lechner           |
| 7     | FRA  | Cécile Ravanel        |
| 8     | ITA  | Anna Oberparleiter    |

Datum: 9. September 2012, 13:30 Uhr

In der Qualifikation erreichten von 62 gemeldeten Fahrerinnen 52 das Ziel, eine gab das Rennen vorzeitig auf, zwei wurden disqualifiziert und sieben traten nicht an. Auch hier qualifizierten sich die ersten 32 Mountainbikerinnen für die Achtelfinals. Die Qualifikationssiegerin Alexandra Engen (SWE) konnte sich am Ende durchsetzen und den Titel erringen, wohingegen die Zweite der Qualifikation Jenny Rissveds (SWE) nach einem Sturz in führender Position bereits im Achtelfinale und die Qualifikationsdritte Lea Davison (USA) im Viertelfinale ausschieden.

## Downhill

### Männer
| Platz | Land | Sportler                   | Zeit         |
| ----- | ---- | -------------------------- | ------------ |
| 1     | RSA  | Greg Minnaar               | 3:21,790 min |
| 2     | GBR  | Gee Atherton               | + 0,581 s    |
| 3     | CAN  | Steve Smith                | + 1,214 s    |
| 4     | AUS  | Michael Hannah             | + 2,140 s    |
| 5     | AUS  | Samuel Hill                | + 3,406 s    |
| 6     | FRA  | Damien Spagnolo            | + 3,859 s    |
| 7     | FRA  | Florent Payet              | + 4,227 s    |
| 8     | NZL  | Brook MacDonald            | + 4,861 s    |
| 9     | AUT  | Markus Pekoll              | + 5,774 s    |
| 10    | COL  | Marcelo Gutierrez Villegas | + 6,064 s    |

Datum: 2. September 2012, 14:00 Uhr

Von 116 gemeldeten Fahrern erreichten 112 das Ziel, drei gaben vorzeitig auf und einer trat nicht an.

### Frauen
| Platz | Land | Sportler        | Zeit         |
| ----- | ---- | --------------- | ------------ |
| 1     | FRA  | Morgane Charre  | 3:50,654 min |
| 2     | FRA  | Emmeline Ragot  | + 1,199 s    |
| 3     | GBR  | Manon Carpenter | + 1,490 s    |
| 4     | FRA  | Floriane Pugin  | + 1,617 s    |
| 5     | GBR  | Rachel Atherton | + 5,894 s    |
| 6     | CAN  | Micayla Gatto   | + 9,537 s    |
| 7     | CAN  | Casey Brown     | + 9,611 s    |
| 8     | SUI  | Miriam Ruchti   | + 12,558 s   |
| 9     | CAN  | Claire Buchar   | + 13,920 s   |
| 10    | GBR  | Tracy Moseley   | + 14,145 s   |

Datum: 2. September 2012, 13:00 Uhr

Alle 33 gemeldeten Fahrerinnen erreichten das Ziel.

### Junioren
| Platz | Land | Sportler            | Zeit         |
| ----- | ---- | ------------------- | ------------ |
| 1     | FRA  | Loïc Bruni          | 3:29,139 min |
| 2     | USA  | Richard Rude Junior | + 3,121 s    |
| 3     | AUS  | Connor Fearon       | + 4,944 s    |
| 4     | SUI  | Noel Niederberger   | + 6,029 s    |
| 5     | AUS  | Jack Moir           | + 7,836 s    |
| 6     | GBR  | Frasor McGlone      | + 7,856 s    |
| 7     | FRA  | Guillaume Cauvin    | + 8,051 s    |
| 8     | GBR  | Phil Atwill         | + 9,455 s    |
| 9     | SUI  | Felix Klee          | + 10,134 s   |
| 10    | USA  | Austin Warren       | + 10,826 s   |

Datum: 2. September 2012, 10:30 Uhr

Von 75 gemeldeten Fahrern erreichten 71 das Ziel, drei gaben vorzeitig auf und einer trat nicht an.

### Juniorinnen
| Platz | Land | Sportler          | Zeit         |
| ----- | ---- | ----------------- | ------------ |
| 1     | CAN  | Holly Feniak      | 4:01,622 min |
| 2     | GBR  | Tahnée Seagrave   | + 8,095 s    |
| 3     | AUS  | Danielle Beacroft | + 17,945 s   |
| 4     | SUI  | Geraldine Fink    | + 21,011 s   |
| 5     | FRA  | Chloe Gallean     | + 21,240 s   |
| 6     | FRA  | Fiona Ourdouillie | + 23,214 s   |
| 7     | NOR  | Marianne Ruud     | + 28,715 s   |
| 8     | NZL  | Sophie Tyas       | + 30,919 s   |
| 8     | NZL  | Sophie Tyas       | + 30,919 s   |
| 9     | AUT  | Lisa Kreuzer      | + 51,309 s   |

Datum: 2. September 2012, 10:30 Uhr

Alle neun gemeldeten Fahrerinnen erreichten das Ziel.

## Four Cross

### Männer
| Platz | Land | Sportler           |
| ----- | ---- | ------------------ |
| 1     | SUI  | Roger Rinderknecht |
| 2     | CZE  | Michael Měchura    |
| 3     | CZE  | Tomáš Slavík       |
| 4     | SUI  | David Graf         |
| 5     | CZE  | Michal Prokop      |
| 6     | CZE  | Lukáš Měchura      |
| 7     | AUS  | Graeme Mudd        |
| 8     | GER  | Benedikt Last      |

Qualifikation: 31. August 2012, 17:30 Uhr

Finalläufe: 1. September 2012, 17:30 Uhr

In der Qualifikation erreichten von 52 gemeldeten Fahrern 50 das Ziel, einer gab das Rennen vorzeitig auf und einer trat nicht an. Alle 50 Mountainbiker erreichten die 1/16-Finals.

### Frauen
| Platz | Land | Sportlerin        |
| ----- | ---- | ----------------- |
| 1     | NED  | Anneke Beerten    |
| 2     | CZE  | Romana Labounková |
| 3     | FRA  | Céline Gros       |
| 4     | AUT  | Anita Molcik      |
| 5     | SUI  | Lucia Oetjen      |
| 6     | USA  | Melissa Buhl      |
| 7     | GER  | Steffi Marth      |

Qualifikation: 31. August 2012, 17:30 Uhr

Finalläufe: 1. September 2012, 17:30 Uhr

In der Qualifikation erreichten alle elf gemeldeten Fahrerinnen das Ziel. Die ersten acht Mountainbikerinnen erreichten direkt die Halbfinals.

## Trials

### Männer 26"
| Platz | Land | Sportler           | Punkte |
| ----- | ---- | ------------------ | ------ |
| 1     | FRA  | Gilles Coustellier | 19     |
| 2     | FRA  | Aurélien Fontenoy  | 35     |
| 3     | BEL  | Kenny Belaey       | 39     |
| 4     | GER  | Hannes Herrmann    | 42     |
| 5     | FRA  | Nicolas Vuillermot | 48     |
| 6     | CAN  | John Webster       | 50     |
| 7     | FRA  | Guillaume Dunand   | 52     |
| 8     | HUN  | László Hegedűs     | 59     |

Halbfinale: 5. September 2012, 15:00 Uhr

Finale: 7. September 2012, 21:00 Uhr

### Männer 20"
| Platz | Land | Sportler           | Punkte |
| ----- | ---- | ------------------ | ------ |
| 1     | ESP  | Benito Ros         | 33     |
| 2     | ESP  | Abel Mustieles     | 36,5   |
| 3     | FRA  | Vincent Hermance   | 41     |
| 4     | ESP  | Ion Areitio Agirre | 45     |
| 5     | NED  | Rick Koekoek       | 54     |
| 6     | JPN  | Kazuki Terai       | 54     |
| 7     | FRA  | Theau Courtes      | 59     |
| 8     | ESP  | Carles Diaz Codina | 60     |

Halbfinale: 4. September 2012, 13:45 Uhr

Finale: 6. September 2012, 21:00 Uhr

### Frauen
| Platz | Land | Sportlerin                | Punkte |
| ----- | ---- | ------------------------- | ------ |
| 1     | ESP  | Gemma Abant Condal        | 20     |
| 2     | GER  | Andrea Wesp               | 25     |
| 3     | SVK  | Tatiana Janíčková         | 28     |
| 4     | SVK  | Kristína Sýkorová         | 33     |
| 5     | ESP  | Mireia Abant Condal       | 35     |
| 6     | AUS  | Janine Jungfels           | 37     |
| 7     | GER  | Ann-Christin Bettenhausen | 40     |
| 8     | BEL  | Perrine Devahive          | 41     |

Datum: 5. September 2012, 10:00 Uhr

### Junioren 26"
| Platz | Land | Sportler            | Punkte |
| ----- | ---- | ------------------- | ------ |
| 1     | SUI  | David Bonzon        | 16     |
| 2     | GBR  | Jack Carthy         | 17     |
| 3     | ESP  | Eloi Paré Caballé   | 30     |
| 4     | FRA  | Clémentt Meot       | 33     |
| 5     | GER  | Jonathan Sandritter | 44     |
| 6     | FRA  | Alexis Figuière     | 45     |
| 7     | GER  | Nils-Obed Rieker    | 50     |
| 8     | FRA  | Thibald Stefan      | 53     |

Halbfinale: 5. September 2012, 9:30 Uhr

Finale: 7. September 2012, 19:00 Uhr

### Junioren 20"
| Platz | Land | Sportler           | Punkte |
| ----- | ---- | ------------------ | ------ |
| 1     | GER  | Raphael Pils       | 15     |
| 2     | FRA  | Maxime Muffat      | 28     |
| 3     | SUI  | Lucien Leiser      | 31     |
| 4     | SUI  | David Bonzon       | 40     |
| 5     | ESP  | Bernat Seuba Romeu | 41     |
| 6     | ESP  | Eloi Paré Caballé  | 53     |
| 7     | GER  | Lucas Krell        | 55     |
| 8     | ITA  | Alessandro Bertola | 56     |

Halbfinale: 4. September 2012, 9:30 Uhr

Finale: 6. September 2012, 19:00 Uhr

### Team
| Platz | Land | Sportler                                                                              | Punkte |
| ----- | ---- | ------------------------------------------------------------------------------------- | ------ |
| 1     | ESP  | Bernat Seuba Romeu Benito Ros Gemma Abant Condal Eloi Paré Caballé Rafael Tibau Roura | 486    |
| 2     | FRA  | Maxime Muffat Vincent Hermance Marion Porchet Clémentt Meot Gilles Coustellier        | 436    |
| 3     | GER  | Raphael Pils Matthias Mrohs Andrea Wesp Jonathan Sandritter Hannes Herrmann           | 409    |
| 4     | SUI  | Lucien Leiser Jérôme Chapuis Debi Studer David Bonzon Pascal Benaglia                 | 346    |
| 5     | POL  | Jacek Jarząbek Karol Serwin Justyna Kwiecińska Kristian Wozniak Rafał Kumorowski      | 319    |

## Medaillenspiegel
| Platz | Land                   | Gold | Silber | Bronze | Gesamt |
| ----- | ---------------------- | ---- | ------ | ------ | ------ |
| 1     | Schweiz                | 6    | 2      | 2      | 10     |
| 2     | Frankreich             | 4    | 6      | 3      | 13     |
| 3     | Spanien                | 3    | 1      | 1      | 5      |
| 4     | Deutschland            | 1    | 2      | 3      | 6      |
| 5     | Tschechien             | 1    | 2      | 1      | 4      |
| 6     | Niederlande            | 1    | 1      | -      | 2      |
| 7     | Italien                | 1    | -      | 1      | 2      |
| 7     | Kanada                 | 1    | -      | 1      | 2      |
| 9     | Neuseeland             | 1    | -      | -      | 1      |
| 9     | Schweden               | 1    | -      | -      | 1      |
| 9     | Südafrika              | 1    | -      | -      | 1      |
| 12    | Vereinigtes Königreich | -    | 3      | 1      | 4      |
| 13    | Vereinigte Staaten     | -    | 1      | 1      | 2      |
| 14    | Norwegen               | -    | 1      | -      | 1      |
| 14    | Slowenien              | -    | 1      | -      | 1      |
| 14    | Ukraine                | -    | 1      | -      | 1      |
| 17    | Australien             | -    | -      | 2      | 2      |
| 17    | Polen                  | -    | -      | 2      | 2      |
| 19    | Belgien                | -    | -      | 1      | 1      |
| 19    | Österreich             | -    | -      | 1      | 1      |
| 19    | Slowakei               | -    | -      | 1      | 1      |